# Ehren Watada
Ehren Watada (1978) è un militare statunitense.
È il primo ufficiale dell'esercito americano ad essersi rifiutato di prendere parte all'occupazione militare dell'Iraq iniziata il 20 marzo del 2003 da parte, inizialmente, delle armate di Stati Uniti, Regno Unito, Australia e Polonia.
Il rifiuto di Watada, avvenuto pubblicamente nel giugno del 2006, è stato motivato con l'impossibilità morale di partecipare ad una guerra illegale e ai crimini di guerra da essa derivanti.
Watada è stato deferito alla corte marziale. Il processo è cominciato a febbraio del 2007. L'uomo rischia fino a sei anni di reclusione.
| Controllo di autorità | VIAF (EN) 73651383 · ISNI (EN) 0000 0000 4749 562X · LCCN (EN) no2008002507 |